# Makrán (hercegi állam)
Makrán egy autonóm hercegi állam volt, mely vazallusi szövetségben volt Brit Indiával 1947-ig, majd 1948-tól Pakisztán hercegi állama lett. Ez a státus 1955-ben megszűnt. A mai Pakisztán legdélnyugatabbi csücskében helyezkedett el, azon a területen, amit ma Gvadár, Kecs és Pandzsgur körzetei foglalnak el. Gvadár városa nem tartozott a hercegi államhoz, mert 1958-ig a Maszkati és Ománi szultanátus része volt.

## Történelem
Makrán államot a 18. században alapították meg a helyi szardárok, akik a makráni Gicski beludzs családhoz tartoztak és függetlenek maradtak 1948-ig. 1948. március 17-én, Makrán csatlakozott Pakisztánhoz, majd 1952. október 3-án része lett a Kalatot, Karánt és Lasz Belátis magába foglaló Beludzsisztáni államszövetségnek. A csatlakozási nyilatkozatot Mir Bai Kán Gicski a hercegi állam utolsó uralkodója írta alá a következő szavakkal:
Sosem fogadjuk el Kalat felsőbbségét és kihirdetjük, hogy államunk beolvad az újonnan született moszlim államba, Pakisztánba.
Az állam 1955. október 14-én megszűnt, amikor Pakisztán nyugati régióinak többsége egyesült, hogy megalakítsa Nyugat-Pakisztán tartományt. Amikor ez a tartomány feloszlott 1970-ben, az egykori Makrán hercegi állam területe Makrán körzetként szerveződött újjá, majd később mint Beludzsisztán tartomány Makrán divíziója működött.

## Demográfia
A tartomány lakosságát elsősorban beludzs törzsek képezték néhány arabbal és perzsával.

## Kormányzat
Makrán uralkodóinak címe eredetileg szardár volt, majd 1922-ben navábra változott. Az 1898 előtti uralkodókról ismereteink hiányosak. A Gicski beludzs család uralkodott ebben a régióban a Makrán állam megalakulása előtt is, amikor pedig az állam megalakult, a kecsi Gicski szardárt tették meg Makrán navábjának.
| Hivatali idő                          | Makrán uralkodói                    |
| ------------------------------------- | ----------------------------------- |
| 1898-1917                             | (szardár) Mir Mehrullah kán Beludzs |
| 1917-1922                             | Interregnum                         |
| 1922 – 1948. március 17.              | Mir Azám Dzsan Beludzs (naváb)      |
| 1948. március 17. – 1955. október 14. | Mir Bai kán Gicski Beludzs (naváb)  |
| 1955. október 14.                     | az állam megszűnt                   |

## Fordítás
Ez a szócikk részben vagy egészben  a   Makran (princely state) című angol Wikipédia-szócikk ezen változatának fordításán alapul.  Az eredeti cikk szerkesztőit annak laptörténete sorolja fel. Ez a jelzés csupán a megfogalmazás eredetét és a szerzői jogokat jelzi, nem szolgál a cikkben szereplő információk forrásmegjelöléseként.